# Couvent San Francesco de Macci
Le Couvent de San Francesco de Macci est un ancien couvent italien du XIVe siècle, situé Via de' Macci à Florence.

## Historique
Ciao de'Macci de la famille gibeline des Macci fonde en 1335, un hôpital avec annexes, couvent et église, dénommé « San Francesco », confiés aux sœurs Clarisses dans lesquels peuvent trouver asile même les soi-disant Malmaritate.
Vers 1704, l'église fut restructurée avec l'aide des Médicis sous la direction de Giovan Battista Foggini et décorée avec des fresques de Pier Dandini.
Elle fut privée de son retable de la Madone des Harpies d'Andrea del Sarto (datant de 1517), transféré d'abord par le grand-duc Ferdinand Ier dans son appartement du Palais Pitti et ensuite conservé à la Galerie des Offices de Florence.
L'église a été déconsacrée, et présente sur le portail d'entrée l'inscription « Auxilium christianorum ». Elle héberge aujourd'hui une boutique artisanale privée.

## Sources
- (it) Cet article est partiellement ou en totalité issu de l’article de Wikipédia en italien intitulé « Ex convento di San Francesco de' Macci » (voir la liste des auteurs).